# Diócesis de Jalpaiguri
La diócesis de Jalpaiguri (en latín: Dioecesis Ialpaiguriensis y en inglés: Roman Catholic Diocese of Jalpaiguri) es una circunscripción eclesiástica de la Iglesia católica en India. Se trata de una diócesis latina, sufragánea de la arquidiócesis de Calcuta. Desde el 31 de enero de 2006 su obispo es Clement Tirkey.

## Territorio y organización
La diócesis tiene 9632 km² y extiende su jurisdicción sobre los fieles católicos de rito latino residentes en el estado de Bengala Occidental en los distritos de Jalpaiguri y Koch Bihar.
La sede de la diócesis se encuentra en la ciudad de Jalpaiguri, en donde se halla la Catedral de Cristo Redentor.
En 2021 en la diócesis existían 34 parroquias.

## Historia
La diócesis fue erigida el 17 de enero de 1952 con la bula Nullam sibi del papa Pío XII, obteniendo el territorio de la diócesis de Dinajpur.

## Estadísticas
Según el Anuario Pontificio 2022 la diócesis tenía a fines de 2021 un total de 146 268 fieles bautizados.
| Año                                                                             | Población            | Población | Población      | Sacerdotes | Sacerdotes    | Sacerdotes    | Bautizados por sacerdote | Diáconos permanentes | Religiosos | Religiosos | Parroquias |
| Año                                                                             | Bautizados católicos | Total     | % de católicos | Total      | Clero secular | Clero regular | Bautizados por sacerdote | Diáconos permanentes | Varones    | Mujeres    | Parroquias |
| ------------------------------------------------------------------------------- | -------------------- | --------- | -------------- | ---------- | ------------- | ------------- | ------------------------ | -------------------- | ---------- | ---------- | ---------- |
| 1970                                                                            | 43 865               | 1 987 000 | 2.2            | 21         | 15            | 6             | 2088                     |                      | 6          | 25         | 7          |
| 1980                                                                            | 63 000               | 3 444 000 | 1.8            | 30         | 21            | 9             | 2100                     |                      | 23         | 83         | 12         |
| 1990                                                                            | 79 756               | 4 226 000 | 1.9            | 41         | 31            | 10            | 1945                     |                      | 38         | 121        | 19         |
| 1999                                                                            | 101 787              | 3 986 514 | 2.6            | 53         | 40            | 13            | 1920                     |                      | 42         | 213        | 23         |
| 2000                                                                            | 105 899              | 3 986 914 | 2.7            | 56         | 42            | 14            | 1891                     |                      | 35         | 213        | 23         |
| 2001                                                                            | 109 265              | 4 917 688 | 2.2            | 58         | 43            | 15            | 1883                     |                      | 40         | 204        | 25         |
| 2002                                                                            | 113 135              | 4 917 688 | 2.3            | 56         | 42            | 14            | 2020                     |                      | 41         | 204        | 25         |
| 2003                                                                            | 115 660              | 4 917 688 | 2.4            | 58         | 41            | 17            | 1994                     |                      | 29         | 212        | 25         |
| 2004                                                                            | 118 700              | 4 917 688 | 2.4            | 61         | 44            | 17            | 1945                     |                      | 67         | 234        | 26         |
| 2006                                                                            | 139 576              | 5 112 860 | 2.7            | 77         | 55            | 22            | 1812                     |                      | 82         | 275        | 26         |
| 2013                                                                            | 142 254              | 5 616 000 | 2.5            | 87         | 57            | 30            | 1635                     |                      | 55         | 202        | 29         |
| 2016                                                                            | 148 883              | 6 753 993 | 2.2            | 95         | 55            | 40            | 1567                     |                      | 67         | 212        | 33         |
| 2019                                                                            | 147 442              | 6 829 980 | 2.2            | 104        | 66            | 38            | 1417                     |                      | 73         | 269        | 34         |
| 2021                                                                            | 146 268              | 6 973 750 | 2.1            | 99         | 68            | 31            | 1477                     |                      | 66         | 299        | 34         |
| Fuente: Catholic-Hierarchy, que a su vez toma los datos del Anuario Pontificio. |                      |           |                |            |               |               |                          |                      |            |            |            |

## Episcopologio
- Amerigo Galbiati, P.I.M.E. † (20 de marzo de 1952-22 de marzo de 1967 retirado[nota 1])
- Francis Ekka † (29 de noviembre de 1967-24 de abril de 1971 nombrado obispo de Raigarh-Ambikapur)
- James Anthony Toppo † (24 de abril de 1971-4 de mayo de 2004 falleció)
- Clement Tirkey, desde el 31 de enero de 2006